# Велижский уезд
Ве́лижский уе́зд (рус. дореф. Велижскій уѣздъ, бел. Веліжскі павет) — административная единица в составе Псковской и Полоцкой губерний, Полоцкого наместничества, Белорусской, Витебской губерний существовавшая в 1772—1927 годах. Центр — город Велиж.

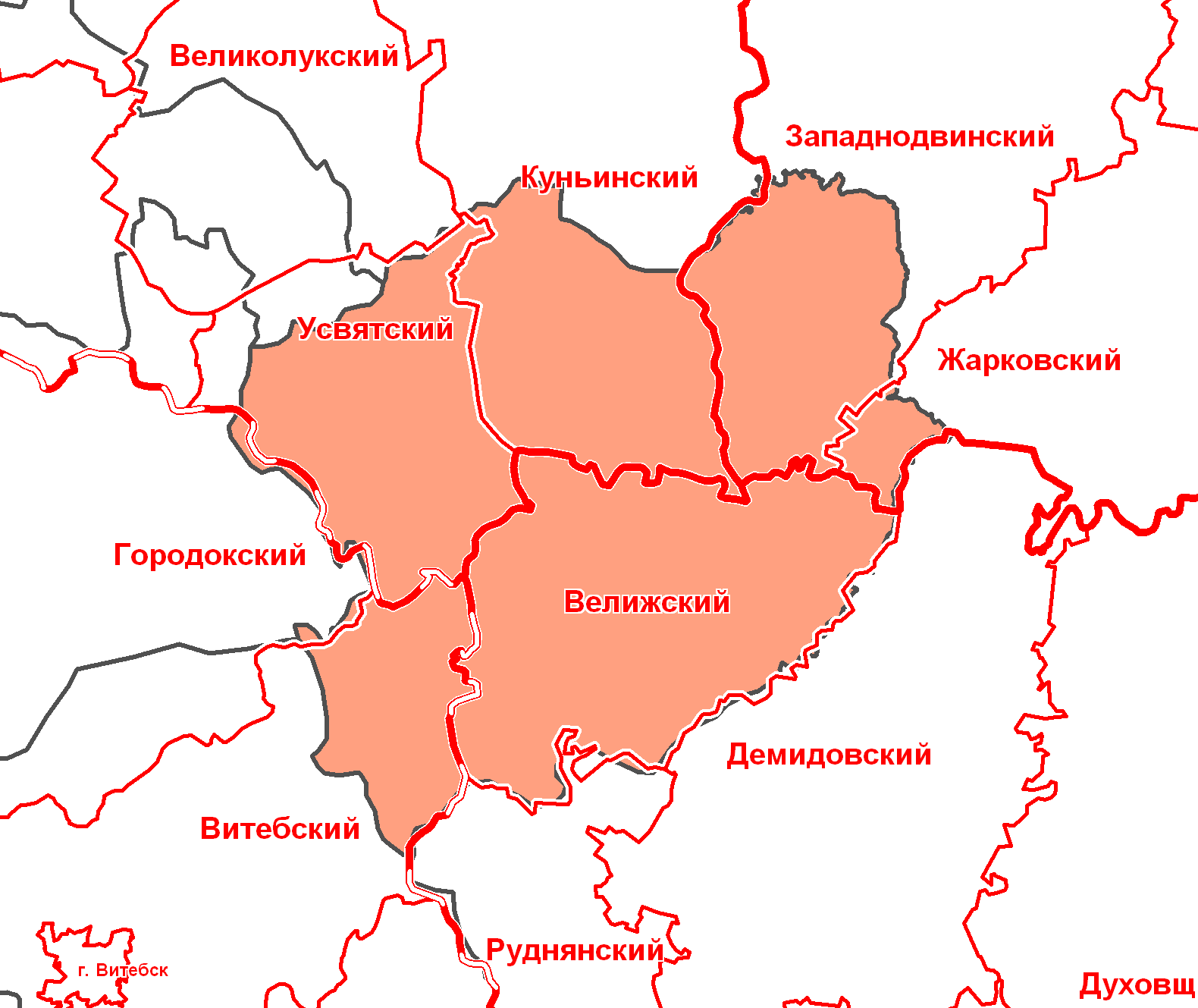
Велижский уезд в современной сетке районов

## География
Уезд располагался в восточной части Витебской губернии и занимал площадь 3940 верст². 

### Современное положение
В настоящее время территория уезда (в границах на 1917 год) входит в состав Велижского района Смоленской области, Куньинского и Усвятского районов Псковской области, Западнодвинского и Жарковского районов Тверской области России и Витебского района Витебской области Белоруссии.

## История
Велижский уезд в составе Псковской губернии Российской империи был образован в 1772 году после 1-го раздела Речи Посполитой. В 1776 году уезд был передан в Полоцкую губернию (с 1778 — наместничество). В 1796 году уезд отошёл к Белорусской губернии, а в 1802 — к Витебской. В марте 1924 года, в связи с упразднением Витебской губернии, уезд был передан в Псковскую губернию. 1 августа 1927 года упразднён вместе с губернией.

## Население
По данным переписи 1897 года в уезде проживало 100,1 тыс. чел. В том числе:
- белорусы — 85,7 %;
- евреи — 9,8 %;
- латыши — 2,5 %;
- русские — 1,3 %.

В уездном городе Велиже проживало 12 193 чел.
В 1926 году в уезде, уменьшившемся к тому времени по площади, проживало 128,2 тыс. чел.

## Административное деление
В 1890 году в состав уезда входило 13 волостей:
| № п/п | Волость        | Волостное правление | Число селений | Население |
| ----- | -------------- | ------------------- | ------------- | --------- |
| 1     | Барановская    | ус. Бараново        | 51            | 2685      |
| 2     | Будницкая      | с. Будница          | 60            | 4595      |
| 3     | Вязменская     | с. Крутое           | 54            | 5748      |
| 4     | Ильинская      | м. Ильино           | 113           | 5725      |
| 5     | Казаковская    | с. Казаково         | 83            | 5589      |
| 6     | Крестовская    | ус. Кресты          | 89            | 3254      |
| 7     | Маклоковская   | пог. Маклок         | 64            | 3827      |
| 8     | Сертейская     | с. Сертея           | 68            | 6028      |
| 9     | Узковская      | с. Узкое            | 23            | 2094      |
| 10    | Усвятская      | м. Усвяты           | 51            | 6213      |
| 11    | Усмынская      | ус. Усмынь          | 78            | 5867      |
| 12    | Церковищенская | ус. Церковище       | 109           | 6295      |
| 13    | Чепельская     | пог. Чепли          | 87            | 4389      |

В 1913 году в уезде также было 13 волостей.
В 1926 году в уезде было 6 волостей: Велижская, Ильинская, Крестовская, Селезневская, Усвятская, Усмынская.

## Населённые пункты
По переписи 1897 года наиболее крупные населённые пункты уезда:
| - город Велиж - 12193 чел.; - местечко Усвяты - 2679 чел.; - местечко Ильино - 1415 чел.; - деревня Осиновица - 532 чел. |